# اعتراض (فیلم ۲۰۰۴)
اعتراض (به هندی: Aitraaz) فیلمی محصول سال ۲۰۰۴ و به کارگردانی عباس-مستعان است. در این فیلم بازیگرانی همچون آکشی کومار، کارینا کاپور، پریانکا چوپرا، آمریش پوری، پارش راوال ایفای نقش کرده‌اند.

## موسیقی
موسیقی متن فیلم "اعتراض" توسط هیمش رشامیا ساخته شده و شعرها توسط سمیر نوشته شده است. این آلبوم شامل پانزده آهنگ است: هفت آهنگ اصلی و هشت ریمیکس.